# Blaringhem
Blaringhem [blaʁɛ̃ɡɛm] est une commune française située dans le département du Nord, en région Hauts-de-France.

## Géographie

### Localisation
Blaringhem est un bourg périurbain du Nord, situé en limite du Pas-de-Calais en Flandre française, dans le Houtland pour la plus grande partie est de son territoire et en Artois au-delà du canal de Neufossée pour sa partie ouest, à 40 km de Dunkerque, 47 km de Lille, 50 km d'Arras, 50 km de Calais, à 30 km de la frontière belge et est limitrophe du département du Pas-de-Calais.
Son relief est marqué par plusieurs hauteurs : Moulin Fontaine, Le Croquet, Le Mont d'Hiver et Le Mont Dupil.
La commune bénéficie de la proximité des anciennes landes du plateau d'Helfaut, partiellement mis en réserve naturelle régionale, des forêts de Nieppe et Rihoult-Clairmarais.

### Communes limitrophes
| Renescure                                               | Lynde                  | Sercus                |
| Wardrecques (Pas-de-Calais) Racquinghem (Pas-de-Calais) | Blaringhem             | Morbecque Steenbecque |
| Roquetoire (Pas-de-Calais)                              | Wittes (Pas-de-Calais) | Boëseghem             |

1. ↑  par un quadripoint.

### Hydrographie

#### Réseau hydrographique
La commune est située dans le bassin Artois-Picardie. Elle est drainée par la Melde du Pas-de-Calais, le canal de Neuffossé, l'Aval de Nouvelle Melde, la Becque du Dail, le Contre-fossé rive Gauche du canal de Neuffossé, le Petit Marais, le ruisseau Becquerely, le ruisseau la Becque et un autre petit cours d'eau,.
La Melde du Pas-de-Calais, d'une longueur de 15 km, prend sa source dans la commune de Helfaut et se jette  dans le canal de Neufossé puis dans la Lys à Aire-sur-la-Lys, après avoir traversé neuf communes.
Le canal de Neuffossé relie le fleuve côtier l'Aa à la rivière la Lys, qui prennent leur source dans les collines de l'Artois, le bassin versant dirigé vers la plaine de Flandre.
L'Aval de Nouvelle Melde, d'une longueur de 11 km, prend sa source dans la commune de Wardrecques et se jette  dans  le canal de la Nieppe à Thiennes, après avoir traversé sept communes.

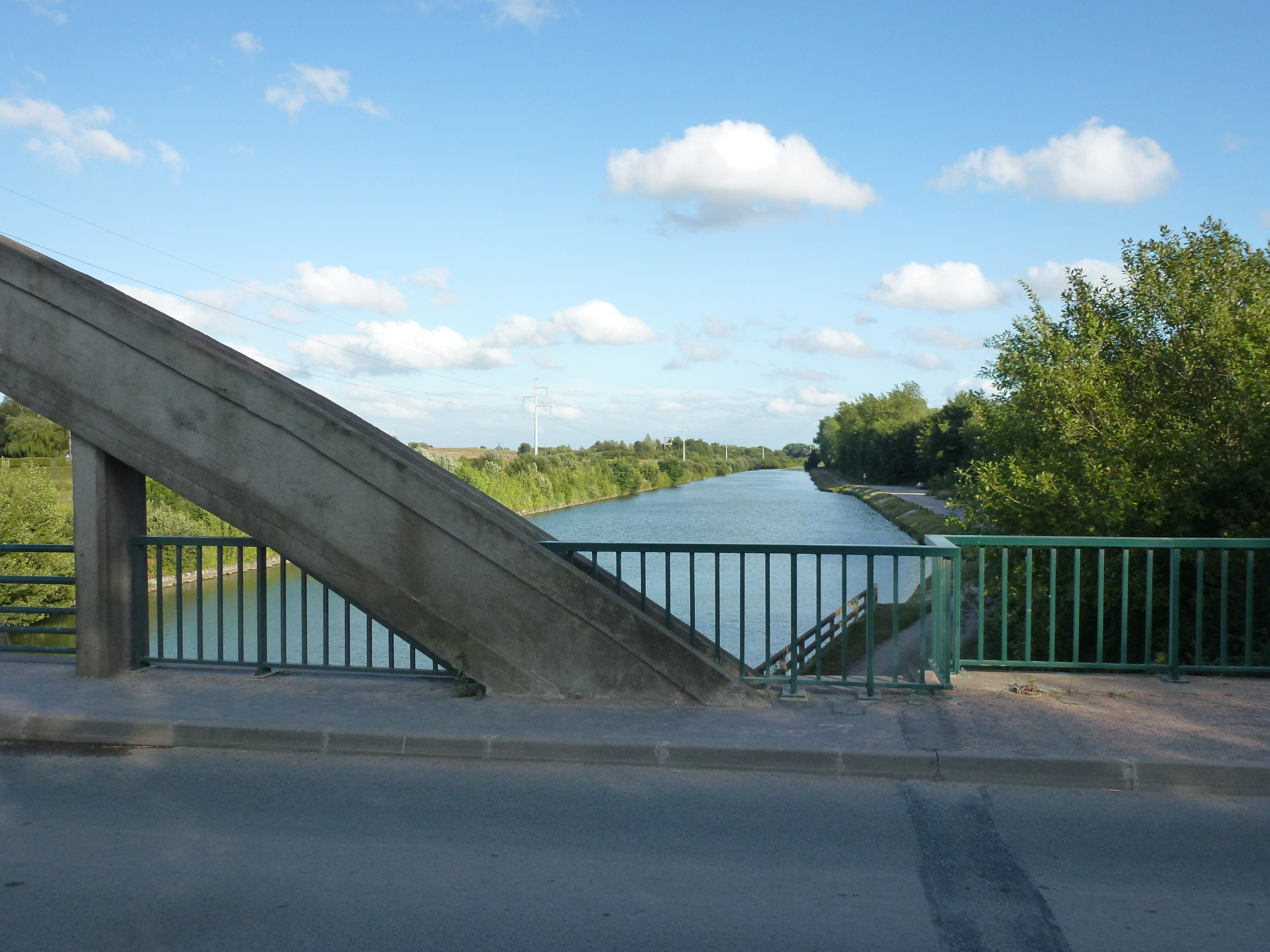
Canal de Neuffossé au village de Pont d'Asquin.
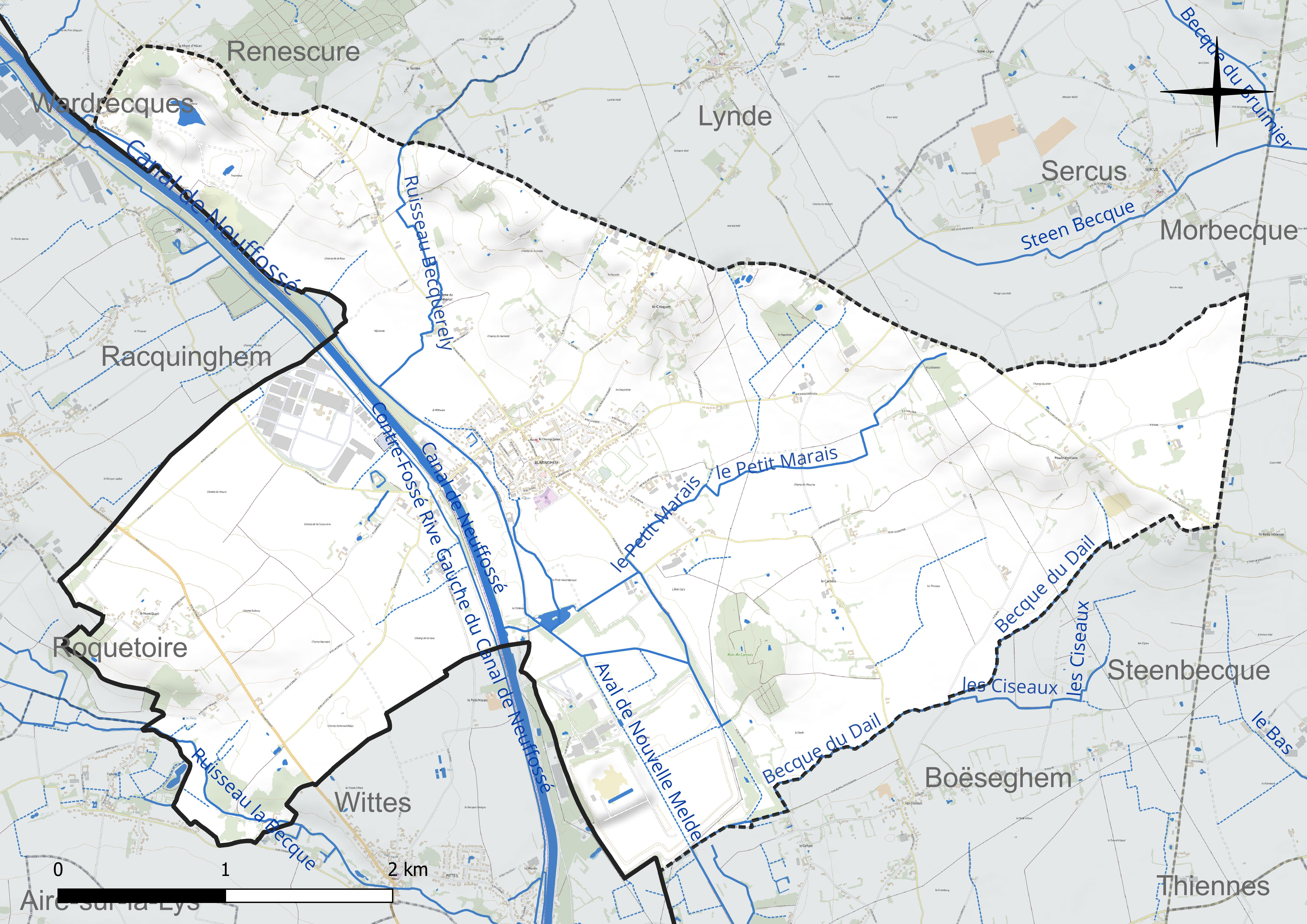
Réseau hydrographique de Blaringhem.

#### Gestion et qualité des eaux
Le territoire communal est couvert par le schéma d'aménagement et de gestion des eaux (SAGE) « Lys ». Ce document de planification concerne un territoire de 1 835 km2 de superficie, délimité par le bassin versant de la Lys. Le périmètre a été arrêté le 29 mai 1995 et le SAGE proprement dit a été approuvé le 6 août 2010, puis révisé le 20 septembre 2019. La structure porteuse de l'élaboration et de la mise en œuvre est le syndicat mixte pour l'élaboration du SAGE de la Lys (SYMSAGEL).
La qualité des cours d'eau peut être consultée sur un site dédié géré par les agences de l'eau et l'Agence française pour la biodiversité.

### Climat
Pour des articles plus généraux, voir Climat des Hauts-de-France et Climat du Nord.
En 2010, le climat de la commune est de type climat océanique altéré, selon une étude du CNRS s'appuyant sur une série de données couvrant la période 1971-2000. En 2020, Météo-France publie une typologie des climats de la France métropolitaine dans laquelle la commune est exposée à un climat océanique et est dans la région climatique Côtes de la Manche orientale, caractérisée par un faible ensoleillement (1 550 h/an) ; forte humidité de l'air (plus de 20 h/jour avec humidité relative > 80 % en hiver), vents forts fréquents.
Pour la période 1971-2000, la température annuelle moyenne est de 10,5 °C, avec une amplitude thermique annuelle de 13,8 °C. Le cumul annuel moyen de précipitations est de 785 mm, avec 13 jours de précipitations en janvier et 8,5 jours en juillet. Pour la période 1991-2020, la température moyenne annuelle observée sur la station météorologique la plus proche, située sur la commune de Lillers à 15 km à vol d'oiseau, est de 11,1 °C et le cumul annuel moyen de précipitations est de 731,5 mm,. Pour l'avenir, les paramètres climatiques de la commune estimés pour 2050 selon différents scénarios d'émission de gaz à effet de serre sont consultables sur un site dédié publié par Météo-France en novembre 2022.

## Urbanisme

### Typologie
Au 1er janvier 2024, Blaringhem est catégorisée bourg rural, selon la nouvelle grille communale de densité à sept niveaux définie par l'Insee en 2022.
Elle est située hors unité urbaine. Par ailleurs la commune fait partie de l'aire d'attraction de Saint-Omer, dont elle est une commune de la couronne,. Cette aire, qui regroupe 79 communes, est catégorisée dans les aires de 50 000 à moins de 200 000 habitants,.

### Occupation des sols
L'occupation des sols de la commune, telle qu'elle ressort de la base de données européenne d'occupation biophysique des sols Corine Land Cover (CLC), est marquée par l'importance des territoires agricoles (86,3 % en 2018), en diminution par rapport à 1990 (94,8 %). La répartition détaillée en 2018 est la suivante : 
terres arables (78 %), mines, décharges et chantiers (8,2 %), prairies (4,9 %), zones urbanisées (3,7 %), zones agricoles hétérogènes (3,4 %), zones industrielles ou commerciales et réseaux de communication (1,8 %). L'évolution de l'occupation des sols de la commune et de ses infrastructures peut être observée sur les différentes représentations cartographiques du territoire : la carte de Cassini (XVIIIe siècle), la carte d'état-major (1820-1866) et les cartes ou photos aériennes de l'IGN pour la période actuelle (1950 à aujourd'hui).

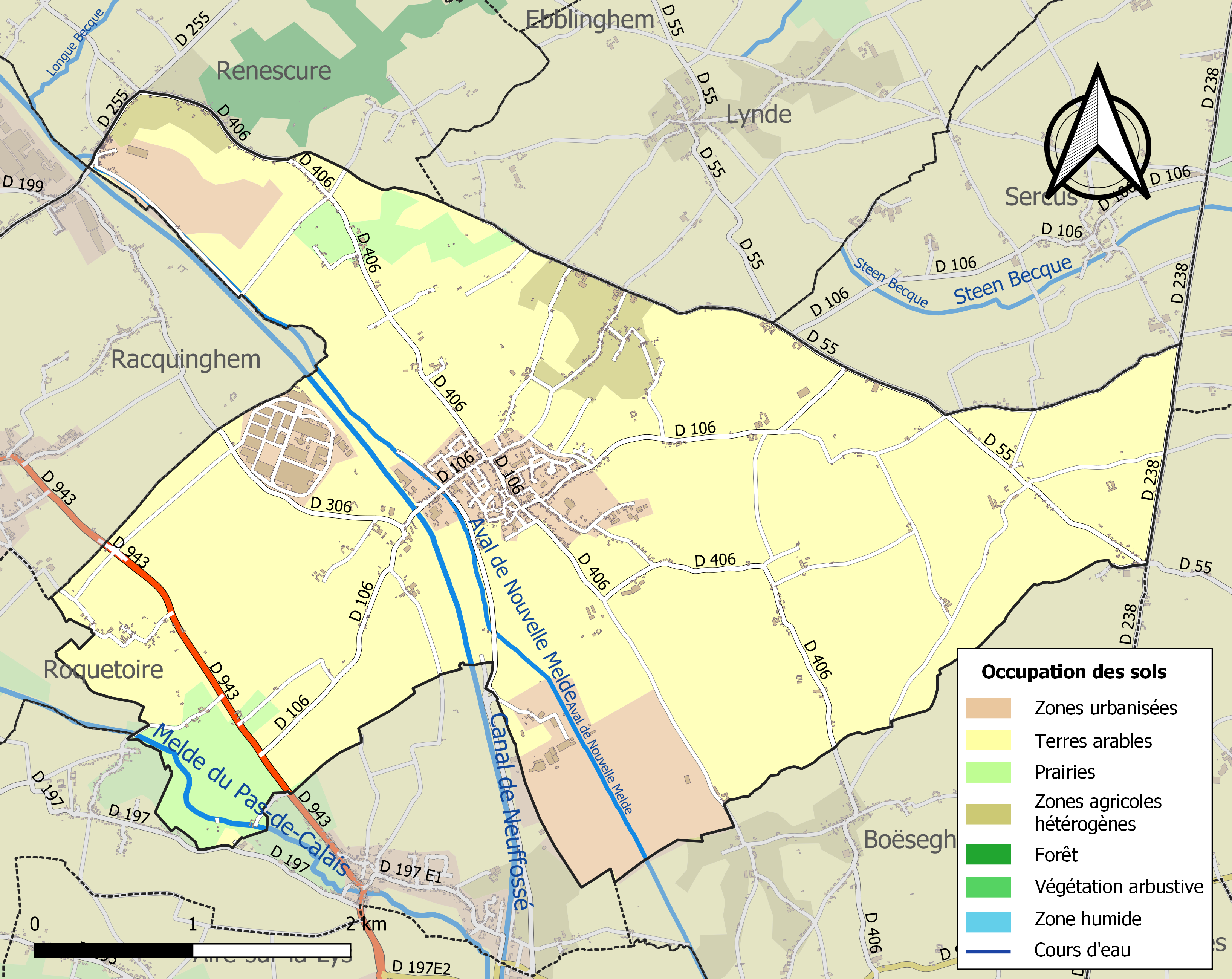
Carte des infrastructures et de l'occupation des sols de la commune en 2018 (CLC).

### Lieux-dits, hameaux et écarts
La commune est composée d'un village-centre et de plusieurs hameaux : Le Croquet, Le Mont d'Hiver, Le Pont Asquin, La Belle-Hôtesse, Le Mont Dupil, le Laboureur et La Carnois.

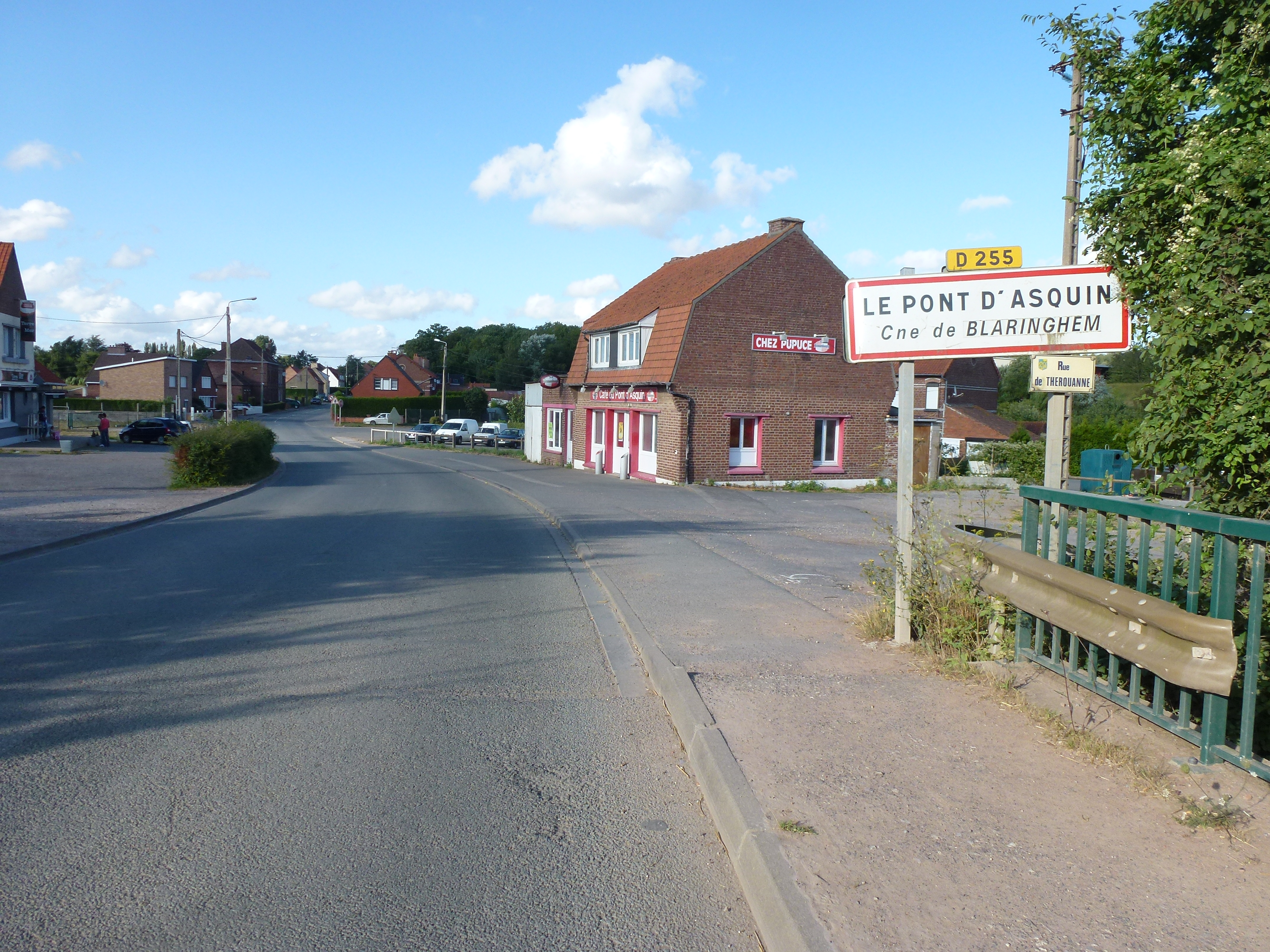
L'entrée de Renescure.

### Voie de communication et transport
La commune est traversée par plusieurs routes départementales dont la principale est la RD 943 (ancienne RN 43), ainsi que la RD 106, RD 406, RD 255 et RD 55.
Le canal de Neuffossé offre un accès fluvial. De nombreuses péniches utilisent cette voie d'accès pour le transport de marchandises.
La commune est équipée d'un port fluvial qui est géré par l'entreprise Baudelet Environnement[Quand ?].

## Toponymie
Blaringhem se nomme en néerlandais, Blaringem et en picard, Blaringuin.
Demeure du chef Blara ou Blaro qui serait d'origine franque. On retrouve le G de INGA. Tandis que HEM signifie un foyer, la demeure d'un chef, la maison et partant tout le village.
Suivant les sources, l'origine du nom de Blaringhem diffère et est discutée. La première hypothèse provient de BLARO (origine franque), du suffixe -ING qui indique sa descendance et du mot saxon HEM qui signifie demeure, foyer, habitat. La seconde hypothèse serait celle du foyer de BLAR, héros local ou de la région, ING voulant également dire descendance[réf. nécessaire].

## Histoire

### Préhistoire
Ce territoire autrefois riche en zones humides et pourvue de sols de qualité a  connu une occupation préhistorique et des activités agricoles précoces. Une fouille de prospection faite au Pont d'Asquin en 1984 a montré dans le front de taille de la carrière de la tuilerie les restes de foyers préhistoriques, avec traces de combustion au niveau du sol holocène colluvionné, avec des tessons de poterie (non décorés à pâte évoquant le Néolithique final ou de l'Âge du cuivre), des silex chauffés épars, de nombreux charbons de bois, des cendres, des os animaux brûlés.

### Moyen Âge
C'est en 1069 que l'on relève pour la première fois le nom de Blaringhem dans une lettre.
En 1174, Baudouin de Blaringhem, fils de Guy de Blaringhem, est cité comme détenant en fief des comtes de Flandre un tiers de la dîme de Zuytpeene. À cette date, le comte de Flandre et de Vermandois Philippe d'Alsace donne  ce tiers à l'abbaye de Watten. L'abbaye détient progressivement d'autres biens situés sur Blaringhem : en 1247, Mathilde, châtelaine de Saint-Omer, déclare confirmer les donations faites par ses prédécesseurs les châtelains, de leurs domaines sur Blaringhem à l'abbaye.
Aux XIIIe – XIVe siècle, la présence d'une chapelle est attesté[réf. nécessaire].
De 1288 jusqu'en 1745, la paroisse de Blaringhem est sous l'autorité des seigneurs de Tiennes et de Steenbecques.
En 1298, la terre de Blaringhem est confisquée à Thomas de Lille, et donnée par le connétable de France Raoul II de Clermont-Nesle à Baudouin de Le Planck, sire de Thiennes et de Steenbecque.
En 1438, la seigneurie est détenue par un membre de la famille La Viefville, également seigneur de Thiennes; sa fille Bonne est abbesse de l'abbaye Notre-Dame de Bourbourg

### Temps modernes
La chapelle est agrandie de 1518 à 1593[réf. nécessaire].
En 1745, les trois terres réunies de Blaringhem, Steenbecque, et Thiennes sont érigées en comté au bénéfice de Jean-François Buisseret. La terre de Blaringhem, relevait du château de Cassel, et était une paroisse de plus de mille communiants avec justice vicomtière et 145 mesures de terres (de l'ordre de 65 hectares), bois, jardins, etc. dont relèvent 40 fiefs.
Jusqu'à la réunion définitive de Blaringhem à la France, (conquêtes de Louis XIV), Blaringhem est divisée en deux parties : Blaringhem située dans la province d'Artois française et Blaringhem comté de Flandre, détenu par les comtes de Flandres puis les ducs de Bourgogne, puis le Saint-Empire romain germanique (Charles Quint) et enfin l'Espagne.
La paroisse de Blaringhem relevait du diocèse de Thérouanne puis du diocèse de Saint-Omer après la création de celui-ci.

### Révolution française et Empire
Pendant la Révolution française, le curé de Blaringhem a été un des deux représentants du clergé choisi pour la région du bailliage de Bailleul pour aller aux États généraux de 1789.
En juin 1793, la municipalité s'oppose à l'enlèvement des cloches tel que décidé par la Convention nationale.
Blaringhem a été quelques années un chef-lieu de canton de 1793 à 1800, avant d'être remplacé par le canton d'Hazebrouck-Nord.

### Époque contemporaine
Entre 1851 et 1880, la production agricole augmente de 80%.
Pendant la Seconde Guerre mondiale, le 9 août 1941, l'as britannique Douglas Bader s'écrase à la suite de tirs sur son avion dans un champ de Blaringhem, il est repéré par une patrouille allemande d'Aire et amené dans un hôpital à Saint-Omer où il recevra des jambes artificielles.

## Politique et administration

### Rattachements administratifs et électoraux

#### Rattachements administratifs
La commune se trouve depuis 1926 dans l'arrondissement de Dunkerque du département du Nord.
Elle faisait partie depuis 18012 du canton d'Hazebrouck-Nord. Dans le cadre du redécoupage cantonal de 2014 en France, cette circonscription administrative territoriale a disparu, et le canton n'est plus qu'une circonscription électorale.

#### Rattachements électoraux
Pour les élections départementales, la commune fait partie depuis 2014 du canton d'Hazebrouck
Pour l'élection des députés, elle fait partie de la quinzième circonscription du Nord.

### Intercommunalité
Blaringhem, qui n'était membre d'aucune intercommunalité à fiscalité propre, a intégré  la communauté de communes de Flandre Intérieure, un établissement public de coopération intercommunale (EPCI) à fiscalité propre créé en 2001 par la fusion de plusieurs petites intercommunalités, et auquel la commune a transféré un certain nombre de ses compétences, dans les conditions déterminées par le code général des collectivités territoriales.

### Liste des maires
| Période                                  | Période                         | Identité                         | Étiquette | Qualité                                         |
| ---------------------------------------- | ------------------------------- | -------------------------------- | --------- | ----------------------------------------------- |
| Les données manquantes sont à compléter. |                                 |                                  |           |                                                 |
| avant 1802                               | 1808                            | F. Dewarenghem (ou Dewaringhien) |           |                                                 |
| Les données manquantes sont à compléter. |                                 |                                  |           |                                                 |
|                                          | 1813                            | Jean François Warenghem          |           |                                                 |
| 1813                                     | 1814                            | Swaenepoel                       |           |                                                 |
| 1814                                     | 1817                            | Pierre François DeBuyser         |           |                                                 |
| 1817                                     | 1826                            | Pierre Joseph Meulenaere         |           | Officier retraité                               |
| 1826                                     | 1831                            | J. De Buyser                     |           |                                                 |
| 1832                                     | 1837                            | Louis-Joseph Canler              |           |                                                 |
| 1837                                     | 1846                            | Maxime Lefebvre                  |           |                                                 |
| 1846                                     | 1865                            | François Warenghem               |           |                                                 |
| 1865                                     | 1877                            | Pierre-Antoine Legrand           |           |                                                 |
| 1877                                     | 1884                            | Jacques Joseph Dacquin           |           |                                                 |
| 1884                                     | 1923                            | Jules Alphonse Mordacq-Cattoir   |           |                                                 |
| 1923                                     | 1935                            | Paul Mordacq                     |           |                                                 |
| Les données manquantes sont à compléter. |                                 |                                  |           |                                                 |
| mars 1936                                | mars 1971                       | Marcel Mordacq                   |           |                                                 |
| mars 1971                                | mars 1977                       | André Mordacq                    |           |                                                 |
| mars 1977                                | 6 avril 2013                    | Roland Delecroix                 | DVD       | Directeur commercial retraité Démissionnaire    |
| 6 avril 2013                             | mars 2014                       | Daniel Ruyffelaere               |           |                                                 |
| mars 2014                                | En cours (au 13 septembre 2022) | Régis Duquénoy                   | DVD       | Agent technique Réélu pour le mandat 2020-2026, |

## Équipements et services publics

### Enseignement
Blaringhem relève de l'académie de Lille.
Elle dispose de l'école primaire Lino-Ventura.

## Population et société

### Démographie

#### Évolution démographique
L'évolution du nombre d'habitants est connue à travers les recensements de la population effectués dans la commune depuis 1793. Pour les communes de moins de 10 000 habitants, une enquête de recensement portant sur toute la population est réalisée tous les cinq ans, les populations de référence des années intermédiaires étant quant à elles estimées par interpolation ou extrapolation. Pour la commune, le premier recensement exhaustif entrant dans le cadre du nouveau dispositif a été réalisé en 2004.

En 2022, la commune comptait 2 046 habitants, en évolution de −1,45 % par rapport à 2016 (Nord : +0,51 %, France hors Mayotte : +2,11 %).
| 1793  | 1800  | 1806  | 1821  | 1831  | 1836  | 1841  | 1846  | 1851  |
| ----- | ----- | ----- | ----- | ----- | ----- | ----- | ----- | ----- |
| 1 777 | 1 795 | 1 884 | 1 815 | 1 800 | 1 823 | 1 808 | 1 763 | 1 737 |

| 1856  | 1861  | 1866  | 1872  | 1876  | 1881  | 1886  | 1891  | 1896  |
| ----- | ----- | ----- | ----- | ----- | ----- | ----- | ----- | ----- |
| 1 702 | 1 773 | 1 769 | 1 885 | 1 939 | 1 924 | 1 846 | 1 817 | 1 856 |

| 1901  | 1906  | 1911  | 1921  | 1926  | 1931  | 1936  | 1946  | 1954  |
| ----- | ----- | ----- | ----- | ----- | ----- | ----- | ----- | ----- |
| 1 714 | 1 773 | 1 675 | 1 620 | 1 622 | 1 581 | 1 582 | 1 467 | 1 405 |

| 1962  | 1968  | 1975  | 1982  | 1990  | 1999  | 2004  | 2006  | 2009  |
| ----- | ----- | ----- | ----- | ----- | ----- | ----- | ----- | ----- |
| 1 465 | 1 412 | 1 395 | 1 358 | 1 611 | 1 791 | 2 014 | 2 037 | 2 013 |

| 2014  | 2019  | 2022  | - | - | - | - | - | - |
| ----- | ----- | ----- | - | - | - | - | - | - |
| 2 092 | 2 059 | 2 046 | - | - | - | - | - | - |

#### Pyramide des âges
La population de la commune est relativement jeune.
En 2018, le taux de personnes d'un âge inférieur à 30 ans s'élève à 35,9 %, soit en dessous de la moyenne départementale (39,5 %). À l'inverse, le taux de personnes d'âge supérieur à 60 ans est de 22,1 % la même année, alors qu'il est de 22,5 % au niveau départemental.
En 2018, la commune comptait 1 034 hommes pour 1 031 femmes, soit un taux de 50,07 % d'hommes, légèrement supérieur au taux départemental (48,23 %).
Les pyramides des âges de la commune et du département s'établissent comme suit.
| Hommes | Classe d’âge | Femmes |
| ------ | ------------ | ------ |
| 0,3    | 90 ou +      | 1,9    |
| 4,6    | 75-89 ans    | 6,9    |
| 14,5   | 60-74 ans    | 16,1   |
| 22,5   | 45-59 ans    | 22,0   |
| 20,2   | 30-44 ans    | 19,5   |
| 15,0   | 15-29 ans    | 14,9   |
| 23,0   | 0-14 ans     | 18,8   |

| Hommes | Classe d’âge | Femmes |
| ------ | ------------ | ------ |
| 0,5    | 90 ou +      | 1,4    |
| 5,3    | 75-89 ans    | 8,1    |
| 14,8   | 60-74 ans    | 16,2   |
| 19,1   | 45-59 ans    | 18,4   |
| 19,5   | 30-44 ans    | 18,7   |
| 20,7   | 15-29 ans    | 19,1   |
| 20,2   | 0-14 ans     | 18     |

### Manifestations culturelles et festivités
La fête communale était traditionnellement fixée aux 1er et 3e dimanches de juin.

## Économie
Bien que la page de la production du cristal par Arc International (qui fut l'activité principale de la zone industrielle), soit tournée, la commune, à dominante agricole intensive est également toujours industrielle avec :
- AGMS, spécialiste de la fusion, division du groupe Arc International. Il propose des solutions personnalisées dans la conception et la réalisation d'équipements verriers.
- Un projet d'implantation d'un spécialiste du recyclage des pneus usagés. (Entyrecycle)
- Un centre de valorisation des déchets sous forme d'un Eco-Parc comprenant un pôle déchets, un pôle ferrailles et métaux et un pôle matériaux. (Baudelet Environnement)
- Une société spécialisée dans la décoration intérieure des sols et des murs, Créateur des premiers stickers géants. (Plage France)
- Un constructeur de matériels de récolte légumière. (Delecroix Constructions)
- Une brasserie fabriquant des bières artisanales, la brasserie du Pays Flamand

## Culture locale et patrimoine

### Lieux et monuments
- L'église  saint-Martin, appelée autrefois « l'église aux 36 statues », dont il n'en subsiste que 9, et l'ancien cimetière 
En 1611 : l'église possède trois nefs et trois toitures et un pavage, venant probablement de la cathédrale de Thérouanne, détruite par Charles Quint en 1553[42]. La tour, haute de 45 m., commencée en  en 1518 est achevée en 1629 et la cloche, pesant 1 820 klm est bénie en 1723.
Son mobilier comprend :
  - Lambris provenant de l'Abbaye de la Woestyne, rasée à la Révolution française
  - Maître-Autel: Statues de saint Martin, saint Dominique et sainte Catherine de Sienne.
  - Autel Nord: Sainte Vierge, sainte Barbe et sainte Philomène.
  - Autel Sud: saint Joseph, saint Benoît Labre et saint François-Xavier
  - L'orgue est attribué à Jacobus Van der Eynde et date de 1710-1725.
  - Tableaux
    - La vierge remettant le rosaire à saint Dominique, XVIIIe siècle, abbaye de Woestyne
    - Martyre des frères Macchabées, donné par Charles X en 1821
    - Saint évêque au chevet d'un roi, 1823
    - Mort du bienheureux Joscio, 1781
    - Adoration des bergers, XVIIe siècle
    - Chemin de croix dont la 14e station date du XVIIe siècle.

  - Vitraux: 1885 (chœur), 1958-1960 (nef)
  - Chaire et Banc de Communion de la maison Colesson père et Fils, Wormhout.

La tour, dont les contreforts sont en pierres de Marquise et qui se termine par une flèche pyramidale minuscule, constituait un observatoire idéale entre la Flandre et l'Artois. Utilisées par les occupants successifs, elle est bombardée en 1943 ce qui entraina de nombreux dommages (orgues, fonts baptismaux, lambris tableaux, vi
- Chapelles et calvaires
- Monument aux morts, dont le sculpteur est Eugène Bénet.

Sans oublier la fameuse et authentique friterie tuche !

### Personnalités liées à la commune
- François-Joseph Lefebvre-Cayet (1748 - 1811), homme politique français, y est né.
- François Delecour dit Freine tard (1962- ), pilote de rallye français. a habité dans la commune.

#### Héraldique
| Blason de Blaringhem | Blason  | Écartelé aux 1 et 4, d'azur au chevron d'or accompagné de trois étoiles à cinq rais du même et aux 2 et 3, d'or au chevron d'azur, accompagné de trois têtes de Maure de sable, tortillées d'argent. |
| Blason de Blaringhem | Détails | Ces armoiries sont celles de Jean-Albert de Buisseret, dernier propriétaire féodal de la Terre de Blaringhem. Le statut officiel du blason reste à déterminer.                                       |

## Pour approfondir